# Hyperlophus
Hyperlophus es un género de peces de la familia Clupeidae, del orden Clupeiformes. Este género marino fue descrito por primera vez en 1892 por James Douglas Ogilby.

## Especies
Especies reconocidas del género:
- Hyperlophus translucidus McCulloch, 1917
- Hyperlophus vittatus (Castelnau, 1875)